# Achlyodes mithridates
Achlyodes mithridates là một loài bướm ngày thuộc họ Hesperiidae. Loài này có ở Argentina, phía bắc qua châu Mỹ nhiệt đới và vùng Viễn Tây tới miền nam Texas. Rải rác từ phía bắc đến miền trung Texas, hiếm khi tới Arkansas và Kansas.
Sải cánh dài 35–45 mm. Con trưởng thành bay quanh năm ở hầu hết khu vực phân bố của nó.
Ấu trùng ăn lá của các loài Rutaceae, bao gồm Zanthoxylum fagara ở Texas và Zanthoxylum monophyllum ở châu Mỹ nhiệt đới. Cá thể trưởng thành hút mật hoa.

## Phụ loài
Lưu ý một số phụ loài được một số học giả công nhận là loài.
- Achlyodes mithridates mithridates (Jamaica)
- Achlyodes mithridates papinianus (Trinidad, Cuba)
- Achlyodes mithridates tamenund (Mexico, Texas)
- Achlyodes mithridates thraso (Peru, Argentina, Greater Antilles, miền nam Mexico tới Paraguay, Ecuador, Brasil)
- Achlyodes mithridates minor (Puerto Rico, Dominica)
- Achlyodes mithridates sagra (Haiti)

## Hình ảnh

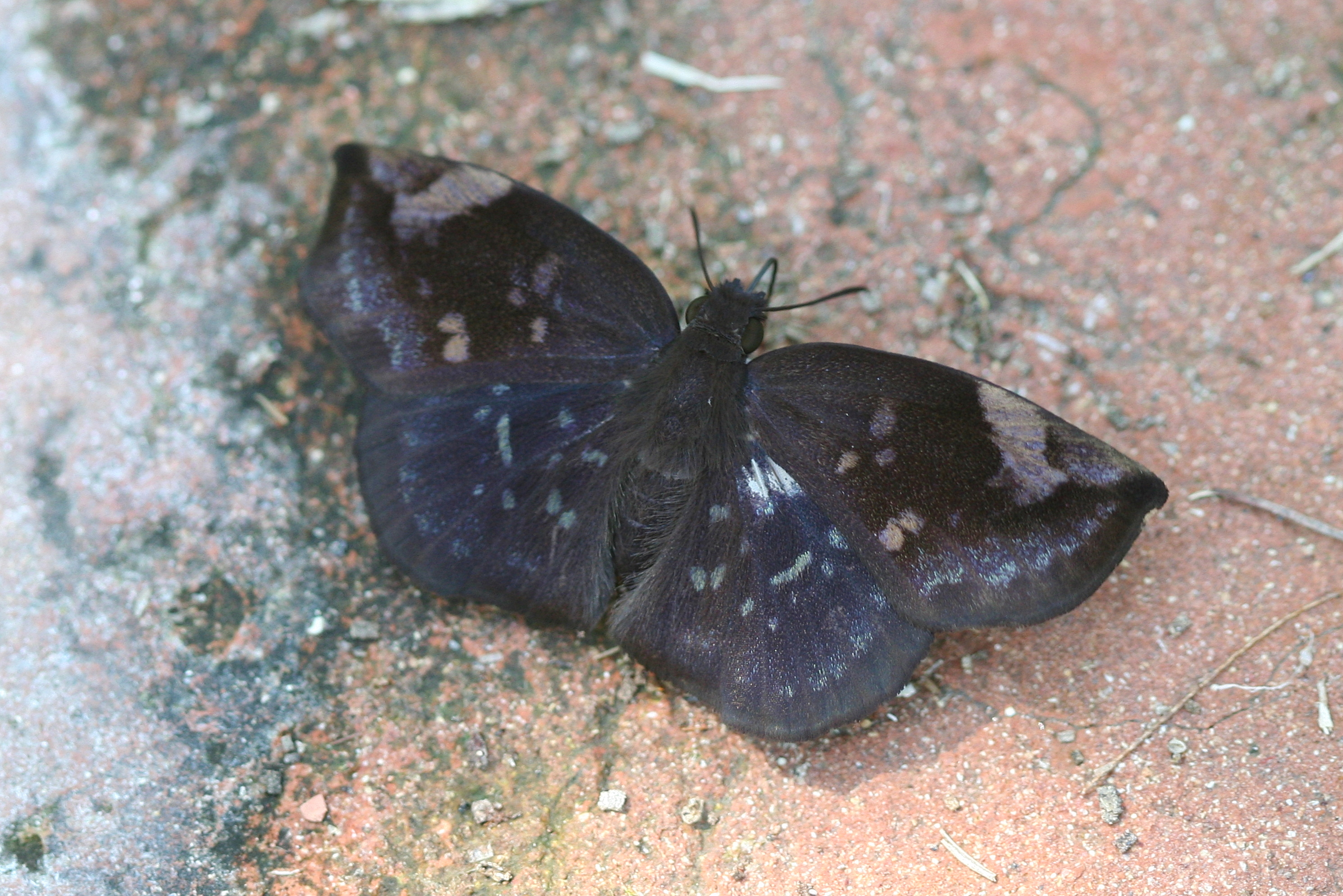
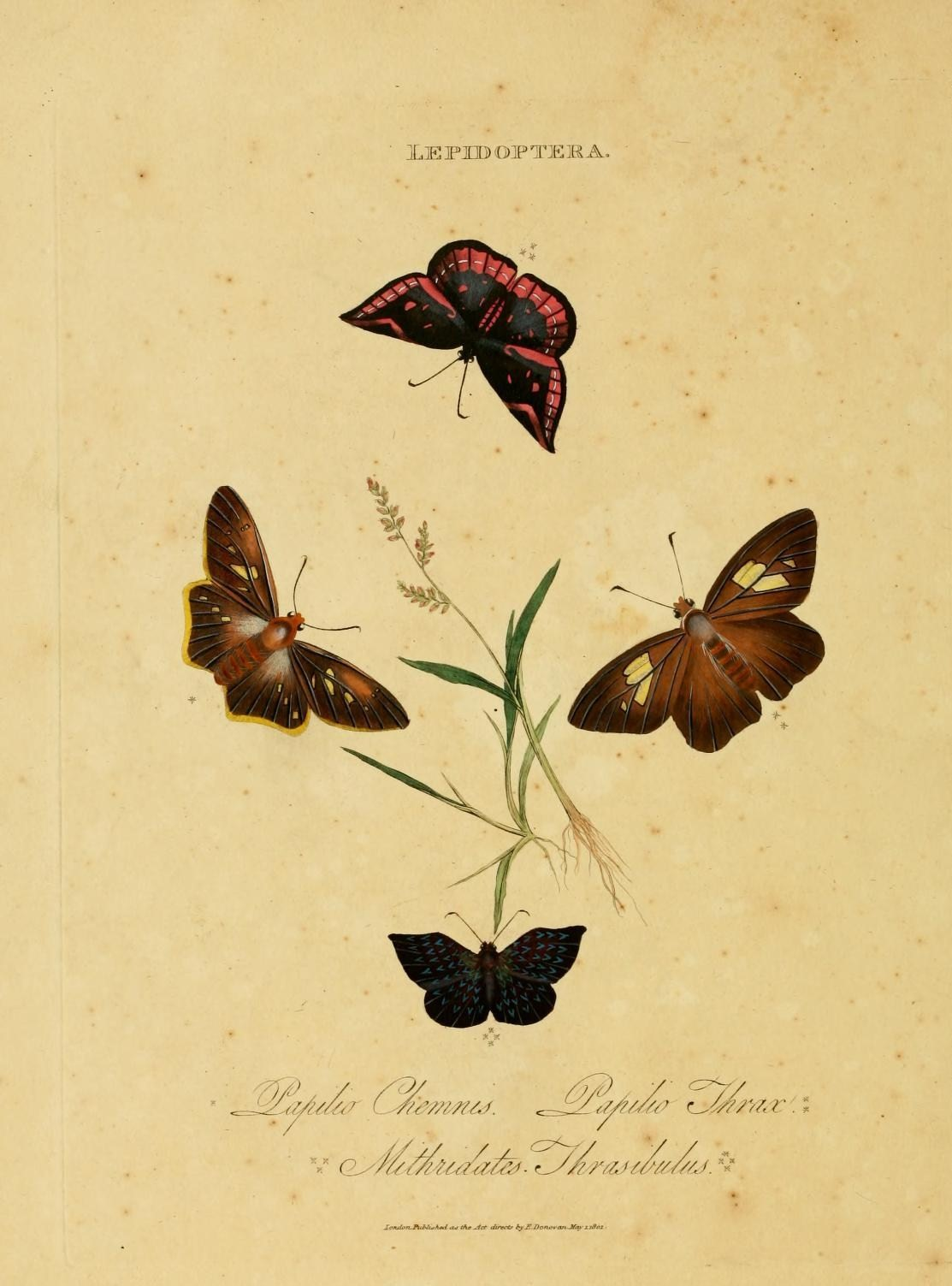

## Tham khảo

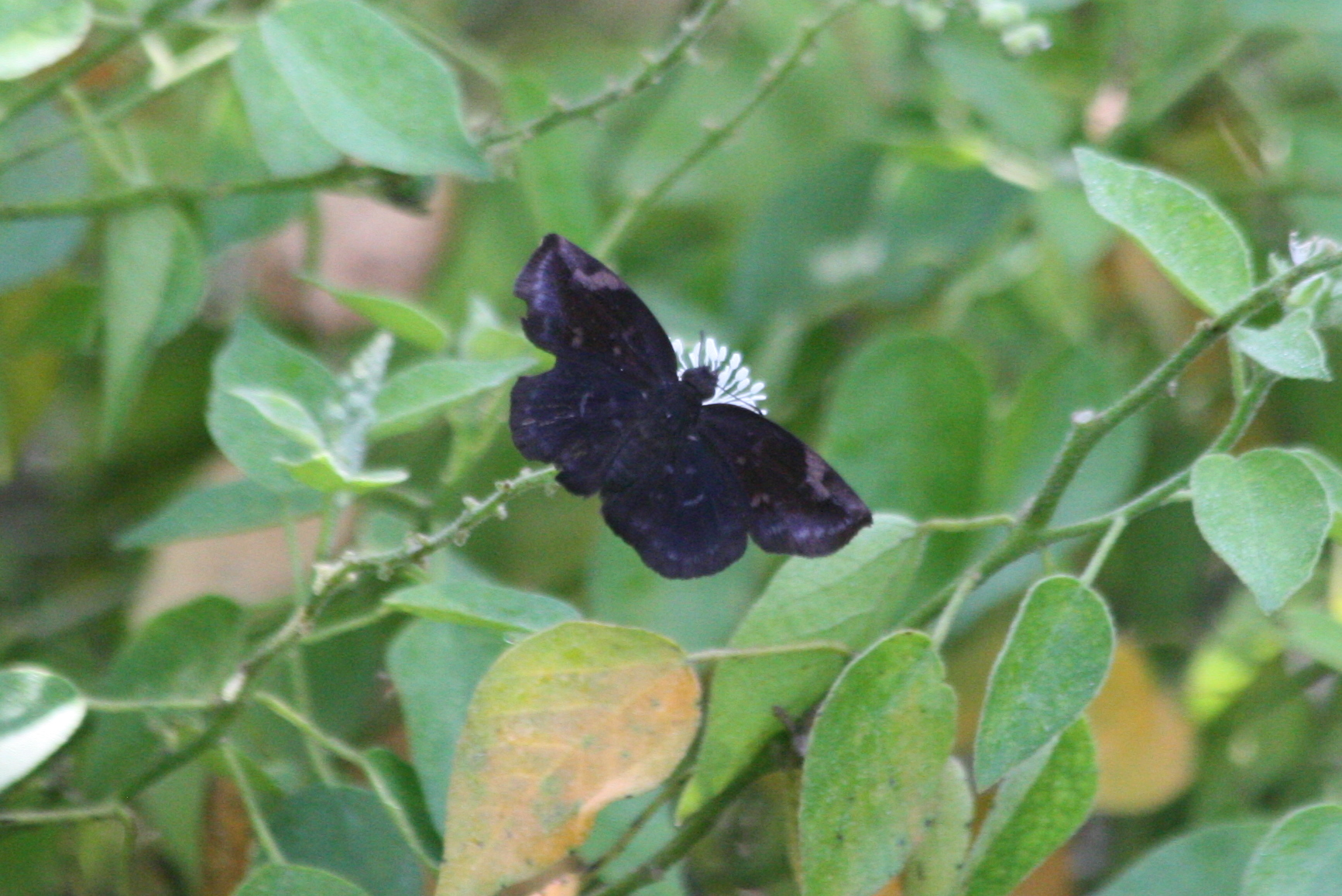